# Дадрян, Ваагн
Ваа́гн Нора́йр Дадря́н (англ. Vahakn Norair Dadrian, арм. Վահագն Նորայր Տատրյան, 26 мая 1926, Константинополь — 2 августа 2019) — американский профессор социологии, историк и известный эксперт по геноциду армян. Директор Центра исследования геноцида Института Зоряна. Автор работ по социологии и истории. Его работы переведены на многие языки, в том числе и на русский.
Входит в число пятидесяти ключевых исследователей Холокоста и геноцида.

## Биография
Родился 26 мая 1926 года в Константинополе в Турции в семье Акопа и Майрени (девичья фамилия Тер-Карапетян, англ. Der Garabedían) Дадрянов. Эмигрировал в США в 1947 году, получил гражданство в 1961 году.
Дадрян изначально изучал математику в Берлинском университете, после чего переключился на совершенно другую область и изучал историю в Венском университете, а позже международное право в Цюрихском университете. Он защитил кандидатскую в области социологии в 1954 году в Чикагском университете.
Особенность исследовательской работы Дадряна заключалась в том, что, зная несколько языков (включая немецкий, английский, французский, турецкий, османско-турецкий и армянский), он исследовал архивы разных стран и, в значительной степени, изучал материалы на различных языках, что до него мало кто делал. За исследования геноцида армян он был удостоен почетной степени доктора Национальной академия наук Армении, а в 1998 году стал членом Академии и был награждён президентом Армении медалью Мовсеса Хоренаци. Фонд Гарри Франка Гуггенхайма спонсировал его, как руководителя крупного проекта по изучению геноцида, который завершился публикацией серии статей в журналах, посвященных изучению Холокоста и геноцида.
Несмотря на то, что Дадрян специализируется на исследовании геноцида в целом, большинство его исследований касается геноцида армян, хотя у него есть публикации на тему Холокоста и уничтожения индейцев Америки.
Последним проектом Дадряна является перевод материалов турецкого военного трибунала 1919—1920 годов с османско-турецкого на английский язык.
В 2009 году Дадрян был удостоен Премии президента Армении «за значительный научный вклад в дело международного признания Геноцида армян».

### Критика работ
Одним из основных критиков Дадряна является Гюнтер Леви. В своей ответной критике Дадрян проводит аналогию между позицией Леви в отношении геноцида армян и отрицателем Холокоста Девидом Ирвингом. Анализируя работу Леви «Revisiting the Armenian Genocide», Дадрян отметил, что статья Леви полна ошибок, в некоторых случаях сознательных, и что она показывает плохое знание Леви турецкого, а тем более османско-турецкого языка. В ответ на это Леви обвиняет Дадряна «в умышленном искажении переводов, выборочном цитировании и других серьёзных нарушениях научной этики».
Рассматривая полемику Дадряна и Леви, Макдоналд соглашается с позицией Дадряна, полагая, что, говоря об академических исследователях, Леви на самом деле ссылается на турецкие и на открыто протурецкие источники. Аналогичную поддержку Дадряну высказал Танер Акчам, отметивший, что, несмотря на устранение некоторых ошибок, указанных Дадряном, работа Леви тем не менее сомнительна и всё еще содержит множество ошибок.
Мери Шеффер Конрой (англ. Mary Schaeffer Conroy), профессор русской истории Колорадского университета, критикует Дадряна за неточности, выборочное использование источников и отказ от использования материалов из турецких архивов.

### Обвинения в домогательстве
В 1991 году Дадрян был уволен из Государственного университетского колледжа в Дженесео за обвинения в сексуальных домогательствах. Согласно жалобе, Дадрян поцеловал студентку в губы, после того как она помогла ему заново повесить приветственный плакат. Дадрян утверждал, что, после того как они успешно повесили плакат, они обнялись и студентка поцеловала его в щеку. Арбитром Кэрол Виттенберг (англ. Carol Wittenberg) этот факт был расценен как сексуальное домогательство. При вынесении решения было отмечено, что в 1981 году другой третейский суд признал Дадряна виновным в 4 случаях сексуальных домогательств, но позволил ему вернуться к преподаванию, так как суд полагал, что это единичные события, которые больше не повторятся. После слушаний 1981 года около 600 человек, в том числе 100 преподавателей, в петиции к администрации университета просили продолжить расследование этого дела, чтобы «защитить студентов от дальнейших домогательств со стороны профессора Дадряна». Однако некоторые студенты высказались в защиту Дадряна, утверждая, что действия профессора были результатом культурных различий.

## Награды
- Медаль Мовсеса Хоренаци (1998, Армения)
- «Золотой крест» Союза армян России — за выдающиеся достижения в области науки, связанной с изучением историко-политического и международно-правовых аспектов признания и ликвидации последствий геноцида армян[17]